# Jon Eilert Bøgseth
Jon Eilert Bøgseth (22 febbraio 1959) è un ex saltatore con gli sci norvegese.

## Biografia
In Coppa del Mondo esordì il 30 dicembre 1980 a Oberstdorf (36°) e ottenne l'unico podio il 26 febbraio 1981 a Chamonix (2°).

## Palmarès

### Coppa del Mondo
- Miglior piazzamento in classifica generale: 15º nel 1981
- 1 podio (individuale):
  - 1 secondo posto